# سیلوانا بوزی
سیلوانا بوزی (ایتالیایی: Silvana Bosi؛ ‏ ۲۳ ژوئیهٔ ۱۹۳۴ – ۱۰ اوت ۲۰۲۰) بازیگر اهل ایتالیا بود. وی بین سال‌های ۱۹۸۷ تا ۲۰۱۹ میلادی فعالیت می‌کرد.
از فیلم‌هایی که وی در آن‌ها نقش داشته‌است، می‌توان به صدای ماه، آقای ریپلی بااستعداد، نامه‌هایی به ژولیت و آمریکایی اشاره نمود.